# Valeriy Gryshyn
Valeriy Gryshyn (tiếng Ukraina: Валерій Ігорович Гришин; sinh ngày 12 tháng 6 năm 1994) là một cầu thủ bóng đá người Ukraina hiện đang thi đấu ở vị trí tiền đạo cho câu lạc bộ Fortis FC tại Giải bóng đá ngoại hạng Bangladesh.

## Sự nghiệp thi đấu
Gryshyn xuât thân từ lò đào tạo trẻ FC Shakhtar Donetsk. Tháng 2 năm 2015, anh thi đấu cho FC Illichivets theo dạng cho mượn.
Anh ra mắt FC Hoverla Uzhhorod trong trận đấu thuộc khuôn khổ Giải bóng đá Ngoại hạng Ukraina gặp FC Metalurh Zaporizhya vào ngày 1 tháng 3 năm 2015.
Năm 2019, anh chuyển tới câu lạc bộ Sheikh Russel KC tại Giải bóng đá ngoại hạng Bangladesh, trước khi thi đấu cho câu lạc bộ Phnom Penh Crown.

## Danh hiệu
Phnom Penh Crown
- Giải bóng đá Ngoại hạng Campuchia: 2021, 2022
- Siêu cúp Campuchia: 2022
- Cúp Liên đoàn Campuchia: 2022